# Myrmosicarius
Myrmosicarius is een geslacht van insecten uit de familie van de Bochelvliegen (Phoridae), die tot de orde tweevleugeligen (Diptera) behoort.

## Soort
- M. texanus (Greene, 1938)